# Максимова, Екатерина Николаевна
Екатери́на Никола́евна Ма́ксимова (12 декабря 1891, Казань — 14 марта 1932, Московская область) — советский архитектор-конструктивист.

## Биография
Родилась 10 декабря 1891 года (по старому стилю). Отец — статский советник Максимов Николай Андреевич, мать Мария Антоновна, в девичестве Санина. Крещена 5 января 1892 года в Борисоглебской церкви города Казани.
Окончила Казанскую художественную школу. В 1910 году окончила 2-ю Оренбургскую женскую гимназию и поступила на архитектурный факультет Высших женских политехнических курсов в Санкт-Петербурге. Диплом защитила на тему «Гостиница-санаторий» и завершила обучение с отличием.
В 1914 году участвовала в проектировании земского дома в Киеве. В 1915—1918 годах работала в Петрограде помощницей у различных архитекторов.
В 1923 году переехала в Москву. Участвовала в работе по проектированию Казанского вокзала в Москве. Работала для «Нарпита»: проектировала фабрики-кухни в Москве, на Днепрострое, в Свердловске, Магнитогорске и других городах, в том числе сохранившуюся известную фабрику-кухню с планом в виде серпа и молота для Завода имени А. А. Масленникова в Самаре.
В начале 1930-х годов работала главным инженером-архитектором ИТР Стройобъединения Мосторга.
14 марта 1932 года Екатерина Максимова, возвращаясь домой — в посёлок Кратово, погибла при невыясненных обстоятельствах под колёсами поезда. Похоронена 20 марта на Ваганьковском кладбище.
Её старший брат Владимир Николаевич Максимов также был архитектором, окончил Высшее художественное училище при Академии художеств в Санкт-Петербурге, сотрудничал с А. В. Щусевым, вместе с сестрой переехал в Москву. Арестован органами НКВД 14 апреля 1932 года по групповому делу Серафима (Звездинского) и 7 июля 1932 года приговорён к трём годам исправительно-трудовых лагерей по обвинению: «принадлежность и активное участие в организации „Истинно православная церковь“». Умер в Кратово в 1942 году.